# کی‌اسنپ‌شات
کی‌اسنپ‌شات (به انگلیسی: KSnapshot) برنامه‌ای برای تهیه نماگرفت از محیط دسکتاپ است. این برنامه برای میزکار کی‌دی‌ئی و به زبان سی++ و تحت چارچوب نرم‌افزاری کیوت نوشته شده‌است و توسط Richard J. Moore, Matthias Ettrich and Aaron J. Seigo توسعه می‌یابد. از جمله قابلیت‌های این برنامه می‌توان به تهیه نماگرفت به کمک کلیدهای میانبر، ذخیره خروجی در قالب‌های تصویری مختلف، گرفتن نماگرفت تأخیری، کپی تصویر در کلیپ‌برد، قابلیت بازکردن نماگرفت در یکی برنامه ویرایشگر تصویر خارجی و … اشاره کرد.